# مارتن گوتسویلر
 مارتن چارلز گوتسویلر (انگلیسی: Martin Charles Gutzwiller؛ زاده ۱۲ اکتبر ۱۹۲۵) یک دانشمند اهل سوئیس و ایالات متحده بود.
وی همچنین برنده جوایزی همچون مدال ماکس پلانک شد.